# Schultermuskulatur
Die Schultermuskulatur ist die Muskulatur, mit welcher der Schultergürtel und das Schultergelenk bewegt werden. Außerdem stabilisiert sie das sehr bewegliche Schultergelenk, welches nur schwach durch Bänder gesichert ist und fixiert den Schultergürtel und damit die obere Extremität am Rumpf. Die Schultermuskeln können unterteilt werden in die Muskeln zur Bewegung des Schultergürtels und die Muskeln zur Bewegung des Oberarms. 
Die Schultermuskulatur steuert die Drehbewegungen eines Arms, zum Beispiel beim Baseball, Handball, Volleyball und anderen manuellen Ballspielen, sowie bei Verwenden eines Schlägers. Zudem unterstützt sie die Rückenmuskulatur.

## Muskeln zur Bewegung des Schultergürtels
Die Schultergürtelmuskulatur verbindet den Schultergürtel mit dem Rumpf und ermöglicht Bewegungen desselben. Der Schultergürtel besteht aus Schlüsselbein (Clavicula), Schulterblatt (Scapula) und den Schlüsselbeingelenken, dem Sternoklavikulargelenk und dem Akromioklavikulargelenk. Da der Arm im Schultergelenk am Schulterblatt aufgehängt ist, wird der Bewegungsumfang der oberen Extremität durch die Beweglichkeit des Schultergürtels erheblich erweitert.
Die Schultergürtelmuskulatur kann in zwei Gruppen eingeteilt werden: Die dorsale Gruppe (auch spinoskapuläre Muskulatur genannt) und die ventrale Gruppe. Die dorsale Gruppe besteht aus Musculus trapezius,  Musculus rhomboideus major und minor sowie Musculus levator scapulae. Die ventrale Gruppe setzt sich aus Musculus serratus anterior, Musculus pectoralis minor
und Musculus subclavius zusammen.

## Muskeln zur Bewegung des Oberarms
Die Schultermuskulatur im engeren Sinne umfasst die Muskeln, welche von Rumpf und Schulterblatt entspringen und am Oberarm ansetzen und diesen bewegen. Damit gehört sie zur Eigenmuskulatur der oberen Extremität. Sie lässt sich in zwei Gruppen unterteilen, die Rotatorenmanschette und die übrigen Schultermuskeln.
Die Rotatorenmanschette wird durch folgende vier Muskeln gebildet: 
- Musculus subscapularis
- Musculus supraspinatus
- Musculus infraspinatus
- Musculus teres minor

Durch diese Muskeln wird das sehr bewegliche Schultergelenk maßgeblich stabilisiert und eine Luxation verhindert. Die Muskeln entspringen vom Schulterblatt und strahlen manschettenförmig in die Gelenkkapsel des Schultergelenks ein, wodurch sie die Kapsel verstärken. Funktionell wichtig sind die Muskeln der Rotatorenmanschette für die Außen- und Innenrotation (M. subscapularis und M. infraspinatus). Klinische Relevanz erlangt der M. supraspinatus beim Impingement-Syndrom, einer häufigen Erkrankung, bei welcher die Sehne des M. supraspinatus bei Abduktion (Physiologie) des Oberarms zwischen Acromion und Humeruskopf eingeklemmt wird und dadurch beschädigt wird. Daraus kann eine Entzündung und auch Ruptur der Sehne resultieren.
Die übrigen Schultermuskeln führen Bewegungen im Schultergelenk aus:  
- Musculus latissimus dorsi
- Musculus deltoideus
- Musculus teres major
- Musculus coracobrachialis